# Turin (villa)
Turin es una villa en el condado de Lewis, Nueva York, Estados Unidos. La villa se encuentra dentro del pueblo de Turin y se encuentra al norte de la ciudad de Rome. En el censo de 2000, la villa tenía una población de 263 personas.

## Historia
La villa anteriormente se llamaba "Turin Four Corners." En la villa anterior, se encontraban 3 molinos de molienda.

## Geografía
Turin se encuentra localizada en las coordenadas 43°37′44″N 75°24′33″O / 43.62889, -75.40917 (43.628921, -75.409355).